# Ronnbergia hathewayi
Ronnbergia hathewayi är en gräsväxtart som beskrevs av Lyman Bradford Smith. Ronnbergia hathewayi ingår i släktet Ronnbergia och familjen Bromeliaceae. Inga underarter finns listade i Catalogue of Life.